# Ministère de l'Agriculture (Grèce)
Pour les articles homonymes, voir Ministère de l'Agriculture.
Le ministère du Développement rural et de l'Alimentation (en grec moderne : Υπουργείο Αγροτικής Ανάπτυξης και Τροφίμων) est le département ministériel du gouvernement de la République hellénique responsable de l'agriculture, de l'élevage et de la santé des animaux.

## Historique
Il disparaît entre janvier et septembre 2015, sur décision du Premier ministre écosocialiste Aléxis Tsípras qui l'intègre au ministère du Redressement productif.

### Titulaires
| Nom                                                  | Nom                       | Mandat            | Mandat            | Parti  | Gouvernement                 |
| ---------------------------------------------------- | ------------------------- | ----------------- | ----------------- | ------ | ---------------------------- |
| Ministre de l'Agriculture                            |                           |                   |                   |        |                              |
|                                                      | Dimítrios Papaspýrou      | 26 juillet 1974   | 9 octobre 1974    | EK     | Unité nationale              |
|                                                      | Nikólaos Christodoúlou    | 9 octobre 1974    | 21 novembre 1974  | Sans   | Unité nationale              |
|                                                      | Ippokrátis Iordánoglou    | 21 novembre 1974  | 10 septembre 1976 | ND     | Konstantínos Karamanlís VI   |
|                                                      | Ioánnis Boútos            | 10 septembre 1976 | 28 novembre 1977  | ND     | Konstantínos Karamanlís VI   |
|                                                      | Athanásios Taliadoúros    | 28 novembre 1977  | 10 mai 1978       | ND     | Konstantínos Karamanlís VII  |
|                                                      | Ioánnis Boútos            | 10 mai 1978       | 10 mai 1980       | ND     | Konstantínos Karamanlís VII  |
|                                                      | Athanásios Kanellópoulos  | 10 mai 1980       | 21 octobre 1981   | ND     | Rállis                       |
|                                                      | Konstantínos Simítis      | 21 octobre 1981   | 26 juillet 1985   | PASOK  | Andréas Papandréou I, II     |
|                                                      | Giánnis Pottákis          | 26 juillet 1985   | 2 juillet 1989    | PASOK  | Andréas Papandréou II        |
|                                                      | Stávros Dímas             | 2 juillet 1989    | 12 octobre 1989   | ND     | Tzannetákis                  |
|                                                      | Giánnis Liápis            | 12 octobre 1989   | 23 novembre 1989  | Sans   | Grívas                       |
|                                                      | Stávros Dímas             | 23 novembre 1989  | 13 février 1990   | ND     | Zolótas                      |
|                                                      | Giánnis Liápis            | 13 février 1990   | 11 avril 1990     | Sans   | Zolótas                      |
|                                                      | Michális Papakonstantínou | 11 avril 1990     | 8 août 1991       | ND     | Konstantínos Mitsotákis      |
|                                                      | Sotíris Koúvelas          | 8 août 1991       | 31 octobre 1991   | ND     | Konstantínos Mitsotákis      |
|                                                      | Sotiris Hadjigakis (en)   | 31 octobre 1991   | 27 novembre 1992  | ND     | Konstantínos Mitsotákis      |
|                                                      | Chrístos Koskinás         | 27 novembre 1992  | 13 octobre 1993   | ND     | Konstantínos Mitsotákis      |
|                                                      | Geórgios Moraítis         | 13 octobre 1993   | 15 septembre 1995 | PASOK  | Andréas Papandréou III       |
|                                                      | Theódoros Státhis         | 15 septembre 1995 | 22 janvier 1996   | PASOK  | Andréas Papandréou III       |
|                                                      | Stéphanos Tzoumákas       | 22 janvier 1996   | 30 octobre 1998   | PASOK  | Simítis I, II                |
|                                                      | Geórgios Anomerítis       | 30 octobre 1998   | 24 octobre 2001   | PASOK  | Simítis II, III              |
|                                                      | Geórgios Drys             | 24 octobre 2001   | 10 mars 2004      | PASOK  | Simítis III                  |
| Ministre du Développement rural et de l'Alimentation |                           |                   |                   |        |                              |
|                                                      | Sávvas Tsitourídis        | 10 mars 2004      | 23 septembre 2004 | ND     | Kóstas Karamanlís I          |
|                                                      | Evángelos Basiákos        | 23 septembre 2004 | 19 septembre 2007 | ND     | Kóstas Karamanlís I          |
|                                                      | Aléxandros Kontós         | 19 septembre 2007 | 8 janvier 2009    | ND     | Kóstas Karamanlís II         |
|                                                      | Sotiris Hadjigakis (en)   | 8 janvier 2009    | 7 octobre 2009    | ND     | Kóstas Karamanlís II         |
|                                                      | Katerína Batzelí          | 7 octobre 2009    | 7 septembre 2010  | PASOK  | Giórgos Papandréou           |
|                                                      | Konstantínos Skandalídis  | 7 septembre 2010  | 17 mai 2012       | PASOK  | Giórgos Papandréou Papadímos |
|                                                      | Napoléon Maravégias       | 17 mai 2012       | 21 juin 2012      | Sans   | Pikramménos                  |
|                                                      | Athanásios Tsaftáris      | 21 juin 2012      | 9 juin 2014       | Sans   | Samarás                      |
|                                                      | Geórgios Karasmánis       | 9 juin 2014       | 27 janvier 2015   | ND     | Samarás                      |
|                                                      | Evángelos Apostólou       | 23 septembre 2015 | 29 août 2018      | SYRIZA | Tsípras II                   |
|                                                      | Stávros Arachovítis       | 29 août 2018      | 9 juillet 2019    | SYRIZA | Tsípras II                   |
|                                                      | Mavroudís Vorídis         | 9 juillet 2019    | 5 janvier 2021    | ND     | K. Mitsotákis I              |
|                                                      | Spílios Livanós           | 5 janvier 2021    | 8 février 2022    | ND     | K. Mitsotákis I              |
|                                                      | Geórgios Georgandás       | 8 février 2022    | 26 mai 2023       | ND     | K. Mitsotákis I              |
|                                                      | Geórgios Tsakíris         | 26 mai 2023       | 27 juin 2023      | Sans   | Sarmás                       |
|                                                      | Elefthérios Avyenákis     | 27 juin 2023      | 14 juin 2024      | ND     | K. Mitsotákis II             |
|                                                      | Konstantínos Tsiáras      | 14 juin 2024      | en cours          | ND     | K. Mitsotákis II             |